# Masters de Hamburgo 1993
El Abierto de Hamburgo de 1993 fue un torneo de tenis jugado sobre tierra batida, que fue parte de las Masters Series. Tuvo lugar en Hamburgo, Alemania, desde el 3 de mayo hasta el 10 de mayo de 1993.

## Campeones

### Individuales
Michael Stich vence a  Andrei Chesnokov, 6–3, 6–7, 7–6, 6–4

### Dobles
Paul Haarhuis /  Mark Koevermans vencen a  Grant Connell /  Patrick Galbraith, 7–6, 6–4